# Джайлс Фоден
Джайлс Фоден (англ. Giles Foden, 1967, Ворикшир) — англійський письменник. Його перший і найвідоміший роман — «Останній король Шотландії» (англ. The Last King of Scotland) (1998) отримав кілька літературних нагород. За цією книгою було знято однойменний фільм.

## Біографія
Джайлс Фоден народився у Ворикширі у 1967 році. У 1971 році сім'я переїхала до Малаві. Джайлс прожив у Африці до 1993 року, змінив кілька країн.
Працював журналістом і літературним редактором.
У 1998 році виходить його перший роман — «Останній король Шотландії» (англ. The Last King of Scotland). Роман відразу ж здобув популярність. У 2003 році за ним було знято однойменний фільм.
Пра-прадід Джайла Фодена брав участь у другій Англо-бурській війні. Випадково знайшовши копію прадідових листів (оригинали було загублено), письменник розпочав роботу над своїм другим романом — «Ледісміт» (англ. Ladysmith) - який вийшов у світ у 1999 році.
З тих пір Фоден видав ще 3 художні книжки.

## Твори

### «Останній король Шотландії»
Це - історія молодого шотландського медика, який досить випадково стає особистим лікарем Іді Аміна, диктатора Уганди. Диктатура Аміна була однією з найкривавіших у Африці і коштувала життя 300 тисячам угандійців. Герой романа — який вже не має змоги виїхати з країни — стає свідком божевілля і жорстокості диктатора, але водночас його харизми...
Працюючи над романом, письменник відвідав Уганду особисто зустрівся з багатьма свідками режиму Аміна.

### «Ледісміт»
Роман розповідає про облогу міста Ледісміт (англ. Siege of Ladysmith) під час Другої англо-бурської війни.
У 1899 році африканери оточили місто Ледісміт, населене, переважно, англійськими колоністами. Облога тривала з 30 жовтня 1899 до 28 лютого 1900 року. Відрізані від цілого світу, мешканці і солдати зазнали інтенсивного артилерійського обстрілу, голодували, але протрималися до приходу британський військ.
Війна перерізає долі персонажів книжки: ірландського націоналіста і його дочок; англійського солдата; зулуса, якого розлучили з дружиною і сином; лікаря-африканера, дружину якого забрали до концтабору...
Книга базується на записах та спогадах очевидців — пра-прадіда письменника, що був британським солдатом, журналістів, які пережили блокаду, документах і газетних публікаціях того часу.